# ヤマハ・YBR
YBR（ワイビーアール）は、ヤマハ発動機が日本国外で生産を行っているオートバイである。2021年現在は125ccと250ccの2車種がある。

## モデル一覧

### YBR125
YBR125は2000年に発表された。当初はブラジルにおいて圧倒的なシェアを誇るホンダ・CG125への対抗車種としての位置づけで現地の工場で生産が行われ、非常に好評を得たことから125ccクラスにおける世界戦略車として位置づけられるようになり、2002年には中国（重慶建設ヤマハ社）、2004年にはインドでの生産が開始され、その他の国でも部品供給によるノックダウン生産が行われており、欧州を含む世界的な規模で販売される車両にまでなった。なお、下位グレードはヤマハ・YBの名称を継承する形でYB125として販売されている。
車両に積まれているエンジンは、2000年に新設計された空冷単気筒 OHC4サイクルエンジン 123ccだが、販売地によって仕様・装備・スペック・車名が大きく異なり、フロントカウルの有無、ブレーキ方式（前後ドラム方式か、フロントのみディスク方式か）、キャブレターと燃料噴射装置の違いなどがある。変わったところでは中国で発表されたフロントカウル仕様のYBR125天剣・オフロード仕様のYBR125G・アメリカン仕様のYBR125SP（欧州仕様ではCustom）・YBR125Gにウィンドシールド、大型のタンクシュラウド、キャブレターヒーターを装着したYBR125KGなどがある。
なおエンジンにはバランサーが搭載されており、振動は他の単気筒オートバイと比べて少ない。燃費も良く、11Lの燃料タンクと相まって400～500kmの長い航続距離を実現している。
欧州向けモデルは欧州排出ガス規制のEURO-IIIに対応するため、2007年式よりエンジンにフューエルインジェクション（FI）が搭載されるようになり、厳しい排出ガス規制をクリアしているが、日本国内では当時の平成13年騒音規制における原付二種クラスの非常に厳しい加速騒音規制により、かつてのマジェスティ125と同様に並行輸入での販売しか行えない状況にあった。

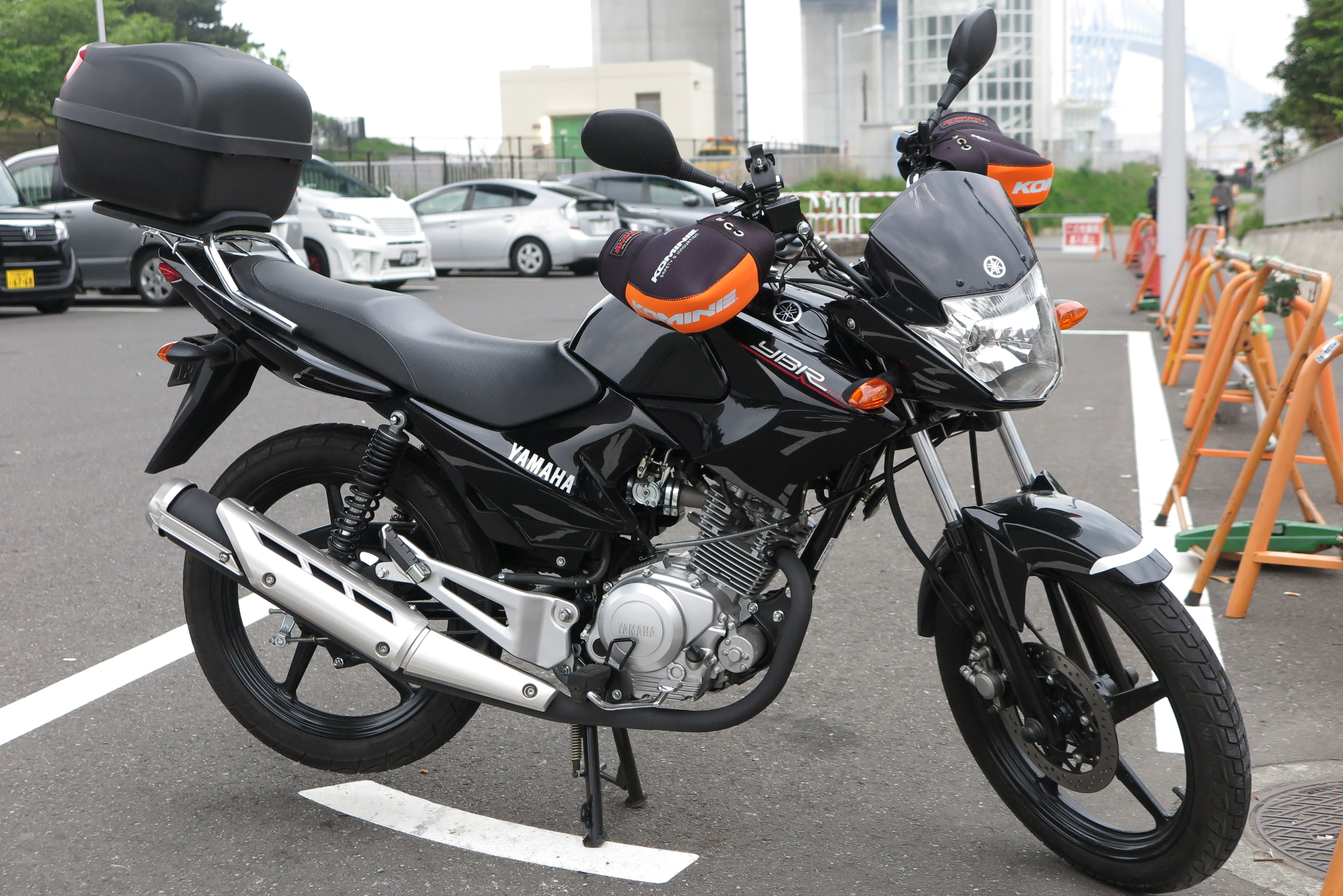
カウル付き（日本では「2014年モデル」の名称で販売）

### YBR250
YBR250はYBR125の上位モデルとして発売された。この車両は2005年からブラジルで生産販売されている YS250 Fazer（ワイエス250フェーザー）と同一で、その後125同様に中国でも 天剣王 YBR250 として生産販売されるようになり、 YBR250として販売されているのはヨーロッパが中心である。
エンジンはセロー250などと同型の250cc空冷単気筒エンジンが搭載され、燃料タンクはより大型の19L、タイヤも上位モデルということでYBR125よりも太いものを履いている。

### ファームバイク
ペルーを初めとする南米諸国では、YBR125をベースに農耕・牧畜用途での使用を想定したファームバイクとして改装を施された車種であるYB125 チャカレーラ(Chacarera)が販売されている。フレームやエンジンはYBR125にほぼ準じており、事実上ヤマハ・AGシリーズの下位車種としての位置付けが成されている。

## 日本での扱い
日本でもオートバイショップが独自に並行輸入したキャブ仕様の車両を販売しているが、2011年7月29日よりヤマハの系列販売店であるYSPにおいてYBR125/250が発売された。ただし型式認定を取得した国内正規車両としてではなく、騒音規制の適用緩和が受けられる輸入車としての販売となる。なおYSPが公式に販売する車両は中国の重慶建設ヤマハ有限公司が製造するFI仕様エンジン搭載車である。
ただしそれとは別にそれぞれのYSP店舗が独自輸入したモデルが発売されていることもあり、FIではなくキャブレターが装備されているなど公式モデルと異なる仕様の車両が発売されている場合がある。